# Christophe Pognon
Christophe Pognon (Cotonou, 11 de outubro de 1977) é um ex-tenista profissional do Benin.
Tenista togolês, que chegou ao máximo, em 804° da lista da ATP, em 2001, onde foi número um de seu país, seu principal foi feito foi ter recebido um convite para jogar a chave de simples de Tênis nos Jogos Olímpicos de Verão de 2000, caindo logo na primeira rodada, para o então número um do mundo, Gustavo Kuerten.
Na Copa Davis, jogou de 1994 a 2003, conquistando 14 vitórias, 17 derrotas, e uma vitória e derrota cada, em duplas.